# 黄金のレシピ
『黄金のレシピ』（おうごんのレシピ）は、1997年9月29日から1998年3月27日までTBS系列局で放送されていたTBS製作の料理バラエティ番組である。放送時間は毎週月曜 - 金曜 12:00 - 12:55 （日本標準時）。
前番組『ちょっと言わせて』のリニューアル版で、同番組からの継続出演者であるうつみ宮土理と朝岡聡にトミーズ雅を加えたメンバー構成で行われていた。

## 出演者

### 司会
- うつみ宮土理
- トミーズ雅（トミーズ）
- 朝岡聡

### レギュラー
- 藤森夕子
- 林家こぶ平
- ヨネスケ
- 小林千絵
- 周富徳
- ほか

### ゲスト
- 1997年9月29日 - 富司純子
- 1997年9月30日 - 泉ピン子
- 1997年10月1日 - 山城新伍
- 1997年10月2日 - 栗原小巻
- 1997年10月3日 - 吉行和子
- 1997年10月6日 - 田代まさし
- 1997年10月7日 - 加賀まりこ
- 1997年10月8日 - 渡辺正行
- 1997年10月9日 - 江川卓
- 1997年10月10日 - 梅宮アンナ
- 1997年10月13日 - 中井美穂
- 1997年10月14日 - 高橋英樹
- 1997年10月15日 - 川島なお美
- 1997年10月16日 - そのまんま東（現：東国原英夫）
- 1997年10月17日 - 細川ふみえ
- 1997年10月20日 - とよた真帆
- 1997年10月21日 - 斉藤由貴
- 1997年10月22日 - 愛川欽也
- 1997年10月23日 - 西村知美
- 1997年10月24日 - 加山雄三
- 1997年10月27日 - 北島三郎
- 1997年10月28日 - 三井ゆり
- 1997年10月29日 - 神田うの
- 1997年10月30日 - 野々村真
- 1997年10月31日 - 松原智恵子

| TBS系列 平日12:00枠                          | TBS系列 平日12:00枠                            | TBS系列 平日12:00枠                               |
| 前番組                                       | 番組名                                         | 次番組                                            |
| -------------------------------------------- | ---------------------------------------------- | ------------------------------------------------- |
| ちょっと言わせて （1997年3月31日 - 9月26日） | 黄金のレシピ （1997年9月29日 - 1998年3月27日） | 宮本和知の熱血!昼休み （1998年3月30日 - 9月25日） |